# Luca (film)
A Luca egy 2021-ben bemutatott amerikai 3D-s számítógépes animációs fantasyfilm, amelyet Enrico Casarosa rendezett.
A forgatókönyvet Enrico Casarosa, Jesse Andrews, Mike Jones és Simon Stephenson írták. Producere Andrea Warren. Zeneszerzője Dan Romer. A Walt Disney Pictures és a Pixar Animation Studios gyártásában készült, forgalmazója a Walt Disney Studios Motion Pictures. A 24. egész estés Pixar-film.
Amerikában 2021. június 18-án mutatták be a mozikban és a Disney+-on. Magyarországon  2021. június 17-én mutatták be a mozikban.
A filmet Ennio Morricone emlékének ajánlották, mivel eredetileg ő lett volna a film zeneszerzője.

## Cselekmény
Az 1950-es és 1960-as évek között játszódó történetben Luca Paguro egy serdülőkor előtti „tengeri szörnyeteg”, aki a Ligur-tenger fenekén él, a fiktív Portorosso város közelében. Luca hal-pásztorként tölti napjait, halrajokat terelget. Szülei, Daniela és Lorenzo tiltják neki, hogy felbukkanjon a felszínre, mert attól félnek, hogy az emberek megölnék, de ez a korlátozás untatja Lucát. Egy nap, amikor kétségek közt vergődik, hogy a felszínre menjen-e vagy sem, találkozik egy másik fiatal tengeri szörnyeteggel, Alberto Scorfanóval, aki már sokszor járt a szárazföldön, és egy Portorosso melletti kis szigeten, egy toronyban él. Amikor bátorítja, hogy kövesse őt, Luca felfedezi, hogy nem csak Alberto, hanem ő is át tud változni emberré, amikor megszárad a szárazföldön.
Ezután Alberto rejtekhelyére mennek, egy kis toronyba a szigeten, amely tele van mindenféle holmival, és amiről Alberto azt állítja, hogy az apjával él ott. Itt Luca lát egy Vespa motorkerékpárt ábrázoló plakátot, és a két fiú elhatározza, hogy a következő napokban a rendelkezésre álló kacatokból készítenek egyet.
Közben Luca próbálja titokban tartani kettős életét a szülei előtt, és csak a nagymamájának beszél róla, aki megőrzi a titkát, mivel bevallja, hogy ő is volt már a felszínen.
A szülők, Lorenzo és Daniela azonban hamarosan rájönnek, hogy Luca mire készül, és úgy döntenek, hogy a fiukat mélyebbre küldik az óceán fenekére, hogy ott éljen Lorenzo bátyjánál, Ugo bácsikájánál. A kétségbeesett Luca Albertóhoz a felszínre szökik, és együtt kiúsznak a liguriai tengerparton fekvő, színes házakból álló Portorossóba, ahol hamarosan magukra vonják a helyi nagyképű fiú, Ercole Visconti haragját, aki a Portorosso Kupa többszörös bajnoka.
Amikor Ercole éppen Luca fejét akarja belenyomni egy szökőkútba (amivel kiderülne, hogy ő egy tengeri szörny), a két lényt egy Giulia Marcovaldo nevű fiatal lány menti meg, aki elviszi őket a házába, ahol az apjával, Massimóval él, aki szakértő halvadász, és évek óta próbál megölni egy tengeri szörnyet, amitől mindenki nagyon fél.
Eközben Daniela és Lorenzo sehol sem találják Lucát, ezért úgy döntenek, hogy felmennek a felszínre, hogy megkeressék. Miközben ott vannak, vizet spriccelnek néhány gyerekre, hogy így megtalálják Lucát.
Luca, Alberto és Giulia úgy döntenek, hogy részt vesznek a Portorosso Kupán, hogy a megnyert pénzen vehessenek egy Vespa robogót. A verseny három kihívásból áll: úszás, egy tányér tészta elfogyasztása és kerékpározás a város sikátoraiban hegynek felfelé. Úgy döntenek, hogy felosztják a kihívásokat (Giulia az úszást választja, Alberto a tésztaevést, Luca pedig a kerékpározást).
Idővel Ercole kezd egyre bizalmatlanabb lenni a fiúkkal szemben, Luca és Giulia pedig kezd közelebb kerülni egymáshoz. Amikor Giulia arról beszél, hogy Genovában fog iskolába járni, ahol az édesanyjával él, mivel csak a nyarat tölti Portorossóban Massimóval, Luca érdeklődni kezd a téma iránt. Alberto féltékenységében Luca és ő is a nyílt tengerbe zuhan. Amikor kiszállnak a vízből, veszekedni kezdenek, majd Alberto bemegy a vízbe, ezzel felfedi kilétét Giulia előtt, amint Luca azt mondja, hogy vele akar iskolába járni. Ekkor Ercole megtámadja Albertót a cimboráival, Ciccóval és Guidóval együtt, de Luca hallgat a valódi kilétéről. Alberto elárulva érzi magát, és visszahúzódik a rejtekhelyére.
Hazatérve Giulia véletlenül vizet löttyint Luca kezére, így kiderül, hogy ő is tengeri szörnyeteg. Giulia azonban ahelyett, hogy elítélné őt, aggodalmát fejezi ki, hogy bántani fogják Lucát, ha lebukik.
Luca megtalálja Albertót a rejtekhelyén, aki elárulja neki, hogy valójában egyedül él, az apja elhagyta. Luca úgy dönt, hogy a barátságuk érdekében mégis részt vesz a Portorosso Kupán.
A verseny napján Luca és Giulia Alberto nélkül vesz részt a versenyen. Két kihívás teljesítése után indulnak a kerékpárversenyen. Egyszer csak elkezd esni az eső, és Luca próbálja valahogy elkerülni, hogy a víztől tengeri szörnyeteggé váljon. Amikor Alberto segíteni próbál Lucának egy esernyővel, Ercole hálót dob rá. Luca még akkor is, ha tudja, hogy a titka kiderülhet, az esőben odakerékpározik, hogy megmentse barátját, akivel együtt tekernek tovább.
Giulia menet közben fellöki Ercolét, aki szigonnyal akarja leteríteni a fiúkat, akik szörny alakban vannak, mivel még mindig esik az eső.
Luca és Alberto megérkeznek a célba, Ercole egy lándzsával megpróbálja megölni Lucát, Luca védekezik és elhárítja, de nem támad vissza. Portorosso egész városa látja, hogy a tengeri szörnyek nem is olyan rosszak, különösen Massimo, aki megköszöni a fiúknak, hogy segítettek a lányának, és neki is a halászatban. (Két idős hölgy, akik korábban fagylaltot nyalogattak, leengedi az esernyőjét és „tengeri szörny” alakjukat veszik fel).
Luca újra találkozik a szüleivel, így közösen Giulia házában ünnepelnek. Alberto később elárulja, hogy eladta a Vespát, amit Luca és ő nyertek a versenyen, hogy vonatjegyet vehessen Lucának, így Giuliával együtt járhat iskolába. A film azzal ér véget, hogy Luca családja, Massimo és Alberto (aki úgy döntött, hogy Portorossóban marad) látja Lucát és Giuliát elhagyni a vasútállomást.
A film végi stáblista alatt néhány képet láthatunk a főszereplők életének jövőbeli élményeiről.

## Szereplők
| Szerep              | Eredeti hang       | Magyar hang         | Leírás                                                                                    |
| ------------------- | ------------------ | ------------------- | ----------------------------------------------------------------------------------------- |
| Luca Paguro         | Jacob Tremblay     | Bősz Mirkó          | 13 éves szörnyfiú, aki képes emberi formát ölteni.                                        |
| Alberto Scorfano    | Jack Dylan Grazer  | Sándor Barnabás     | Tizenéves szörnyfiú, Luca legjobb barátja.                                                |
| Giulia Marcovaldo   | Emma Berman        | Hegedűs Johanna     | Olasz lány, akivel Luca és Alberto összebarátkozik.                                       |
| Massimo Marcovaldo  | Marco Barricelli   | Schneider Zoltán    | Olasz halász és szakács, Giulia apja. Nagydarab tetovált férfi, aki egy karral született. |
| Ercole Visconti     | Saverio Raimondo   | Timon Barnabás      | Portorosso város rosszfiúja.                                                              |
| Daniela Paguro      | Maya Rudolph       | Nádasi Veronika     | Tengeri szörny, Luca anyja                                                                |
| Lorenzo Paguro      | Jim Gaffigan       | Csankó Zoltán       | Tengeri szörny, Luca apja.                                                                |
| Paguro nagyi        | Sandy Martin       | Halász Aranka       | Tengeri szörny, Luca nagymamája.                                                          |
| Giacomo             | Giacomo Gianniotti | Barát Attila        | Helyi halász.                                                                             |
| Signora Marsigliese | Marina Massironi   | Solecki Janka       | A Portorosso kupa verseny szervezője.                                                     |
| Ugo bácsi           | Sacha Baron Cohen  | Faragó András       | Tengeri szörny, Luca mélytengeri rokona.                                                  |
| Maggiore            | Francesca Fanti    | Ligeti Kovács Judit |                                                                                           |
| Ciccio              | Giuseppe Russo     | Baráth István       | Ercole egyik barátja.                                                                     |
| Guido               | N/A                | Bogdán Gergő        | Ercole egyik barátja.                                                                     |
| Tomasso             | N/A                | Borbiczki Ferenc    |                                                                                           |
| Chiara              | N/A                | Ruszkai Szonja      |                                                                                           |
| Mrs. Aragosta       | N/A                | Galiotti Barbara    |                                                                                           |
| Mr. Branzino        | N/A                | Szrna Krisztián     |                                                                                           |

## A film készítése

### Előkészületek
2020. július 30-án a Pixar bejelentette az új filmjének a címét. A Luca egy olasz mintájú film, amelyet Casarosa rendezett. Casarosa első nagyszabású filmje, aki korábban a La Luna című Oscar-díjra jelölt rövidfilmet rendezte. Ez az első Pixar film, amelyet a stáb teljes egészében otthon készített el, a koronavírus-járvány miatt.  Tapasztalatszerzés céljából több stábtag ellátogatott az olasz riviérára.

### Szereposztás
2021. február 25-én, az előzetes és a poszter megjelenésével Tremblay, Grazer, Berman, Rudolph, Barricelli, Raimondo és Gaffigan szereplése nyilvánosságra került. Martint és Gianniottit április 28-án jelentették be.

## Fordítás
- Ez a szócikk részben vagy egészben  a   Luca (film 2021) című olasz Wikipédia-szócikk fordításán alapul.  Az eredeti cikk szerkesztőit annak laptörténete sorolja fel. Ez a jelzés csupán a megfogalmazás eredetét és a szerzői jogokat jelzi, nem szolgál a cikkben szereplő információk forrásmegjelöléseként.